# Die Artisten in der Zirkuskuppel: ratlos
Die Artisten in der Zirkuskuppel: ratlos (no Brasil, Os Artistas sob a Cúpula do Circo) é um filme de drama alemão de 1968 dirigido e escrito por Alexander Kluge. Foi selecionado como representante da Alemanha Ocidental à edição do Oscar 1969, organizada pela Academia de Artes e Ciências Cinematográficas.

## Elenco
- Hannelore Hoger - Leni Peickert
- Sigi Graue - Manfred Peickert
- Alfred Edel - Dr. Busch
- Bernd Höltz - Herr von Lueptow
- Eva Oertel - Gitti Bornemann
- Kurt Jürgens - Mackensen, Dompteur
- Gilbert Houcke - Houke, Dompteur
- Wanda Bronska-Pampuch - Frau Saizewa
- Herr Jobst